# Úspenka (Luhansk)
|  | Per a altres significats, vegeu «Úspenka». |

Úspenka (en ucraïnès i en rus Успенка) és una vila, un possiólok de l'óblast de Luhansk a Ucraïna, situada actualment a zona ocupada República Popular de Luhansk de la Rússia. El 2019 tenia 8.633 habitants.